# 若松怜
若松 怜（わかまつ れい、2006年3月2日 - ）は、東京都葛飾区出身のオートバイ・ロードレースライダー。
2025年シーズンは日本郵便docomo business TPに所属し、全日本ロードレース選手権J-GP3クラスに参戦。

## 経歴
- 5歳でポケバイに乗り始める。
- 2019年：Asia Talent Cupに参戦。
- 2023年：日本郵便Honda Dream TPより全日本ロードレース選手権J-GP3クラスフル参戦。岡山大会で全日本選手権初優勝。年間ランキング3位。
- 2024年：日本郵便Honda docomo business TPより全日本ロードレース選手権J-GP3クラスフル参戦。もてぎ、岡山で優勝。最終戦鈴鹿までチャンピオン争いを展開し、ランキング2位を獲得[1]。最終戦を除いてすべて表彰台を獲得した。
- 2024年：MotoGP日本グランプリMoto3クラスに代役参戦。参戦はウイークに入った水曜日に決定し、現地入りした木曜日に発表された。初Moto3レースで20位完走[2]。
- 2024年：Daijiroカップレポーターを務める[3]。2025年も継続中。
- 2025年：日本郵便docomo business TPより全日本ロードレース選手権J-GP3クラスフル参戦を発表。[4]

## 戦績
| 2024 | 全日本選手権 J-GP3 ランキング2位  | 日本郵便 docomo business TP #3             |
| 2023 | 全日本選手権 J-GP3 ランキング3位  | 日本郵便 HondaDream TP #7                  |
| 2022 | 全日本選手権 J-GP3 ランキング7位  | Bowcs.SRKRacing ＃11（スポット参戦）       |
| 2021 | 全日本選手権 J-GP3 ランキング11位 | team hiro'ck&HARC-PRO #31 （スポット参戦） |

|          | 菅生 | 筑波1 | 筑波2 | もてぎ | AP | 岡山 | 鈴鹿 | ポイントランキング |
| -------- | ---- | ----- | ----- | ------ | -- | ---- | ---- | ------------------ |
| 順位     | 1    | DNF   | 2     |        |    |      |      | 2                  |
| ポイント | 25   | 0     | 20    |        |    |      |      | 45                 |

|          | もてぎ | 菅生 | 筑波 | AP | 岡山 | 鈴鹿 | ポイントランキング |
| -------- | ------ | ---- | ---- | -- | ---- | ---- | ------------------ |
| 順位     | 1      | 2    | 2    | 3  | 1    | 11   | 2                  |
| ポイント | 25     | 20   | 20   | 16 | 25   | 8    | 114                |

|          | もてぎ | 菅生 | 筑波 | AP | 岡山 | 鈴鹿 | ポイントランキング |
| -------- | ------ | ---- | ---- | -- | ---- | ---- | ------------------ |
| 順位     | 5      | 8    | 2    | 4  | 1    | 3    | 3                  |
| ポイント | 11     | 8    | 20   | 13 | 25   | 16   | 93                 |

| 2022 | Asia Talent Cup ランキング9位  |
| 2021 | Asia Talent Cup ランキング9位  |
| 2020 | 開催せず                       |
| 2019 | Asia Talent Cup ランキング21位 |

| 2024 | Moto3 ランキング31位 （もてぎRd代役参戦） | FleetSafe Honda - MLav Racing #32 |

| 2020 | 茂木ロードレース選手権 J-GP3 ランキング4位  |
| 2019 | 茂木ロードレース選手権 J-GP3 ランキング10位 |
| 2018 | 茂木ロードレース選手権 ST150 ランキング4位  |

## 装備
- ヘルメット　Arai
- スーツ　HYOD PRODUCTS
- グローブ　HYOD PRODUCTS
- ブーツ　alpinestars

## 人物
- 愛称は「れれ」。
- 趣味はトレーニング。
- 尊敬するライダーは1994年、1998年WGP125チャンピオンの坂田和人氏。父の知人でもあり、「MFJロードレースアカデミー」「Musashi HARC-Pro スカラシップ」で指導を受けていた[12]。
- 親族が経営する酔遊食彩 十五夜には、写真やグッズ等が展示されている。